# Chiesa della Santissima Annunziata (Arezzo)
La chiesa della Santissima Annunziata è un luogo di culto cattolico di Arezzo, situato in via Garibaldi.

## Storia e descrizione
La chiesa sorse a seguito del miracolo operato da una statua della Madonna col Bambino avvenuto il 26 febbraio 1490. La statua, opera fittile di Michele da Firenze, donata alla Compagnia dell'Annunziata da Carlo Marsuppini, era posta dapprima nel vestibolo dell'ospedale intitolato a San Cristoforo. Secondo le cronache del tempo la statua avrebbe lacrimato davanti ad un giovane della Spezia, che tornando da Loreto, s'inginocchiò per pregare la Vergine. A seguito di ciò nel 1590 fu deciso di collocare la statua della Madonna nell'altare maggiore e da allora fu venerata come Madonna delle Lacrime.
L'avvio dei lavori dell'edificio attuale risale al 1491, prima sotto la direzione di Bartolomeo Della Gatta e poi, dopo la sua morte, di Antonio da Sangallo il Vecchio (1505).
Nella facciata incompiuta è ancora visibile, in un'edicola, un affresco con l'Annunciazione, opera giovanile di Spinello Aretino, databile poco dopo il 1370.
L'interno della chiesa, di elegante e monumentale aspetto rinascimentale, si segnala anche per i coevi, eleganti capitelli, in parte assegnati a Pietro Subisso. Notevole esempio di arte vetraria è il ciclo di dodici vetrate che, iniziato nel 1509, ne comprende sei autografe di Guillaume de Marcillat (1520-1525). 
Tra le opere conservate in chiesa, nella navata sinistra è un'opera giovanile di Giorgio Vasari, la Deposizione, mentre nel transetto destro, all'altare in fondo è la tela con la Vergine che appare a San Francesco, opera del 1641 di Pietro da Cortona. La cappella a destra del presbiterio è quella della famiglia Spadari, che contiene il gruppo scultoreo in terracotta, restaurato tra 2007 e 2009, con la Madonna col Bambino tra i santi Francesco e Rocco col Padre Eterno giudicante di Agnolo di Polo, allievo del Verrocchio.
L'altare maggiore, completato nel 1601, reca lo stemma Marsuppini ed ospita la menzionata, venerata statua della Madonna delle Lacrime di Michele da Firenze.
L'altare a sinistra del presbiterio, sotto l'organo, reca l'Adorazione dei pastori di Niccolò Soggi al 1521, manifesto del suo stile maturo, in cui all'insegnamento di Raffaello e Michelangelo unisce un realismo fiammingheggiante.
Del Soggi è anche l’affresco con Augusto e la Sibilla, eseguito nel 1527 nella parte alta della navata centrale.

## Galleria d'immagini

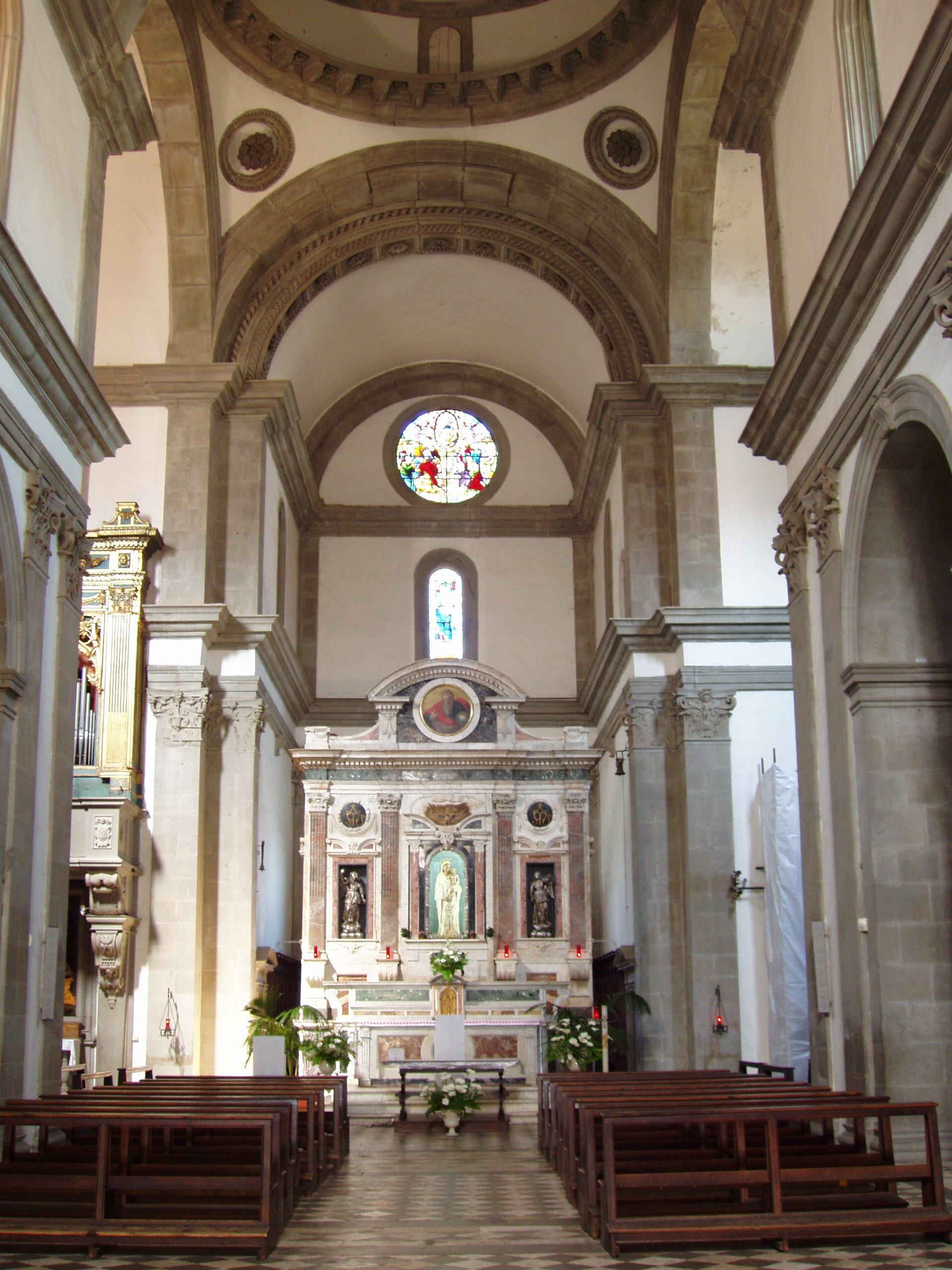
Interno
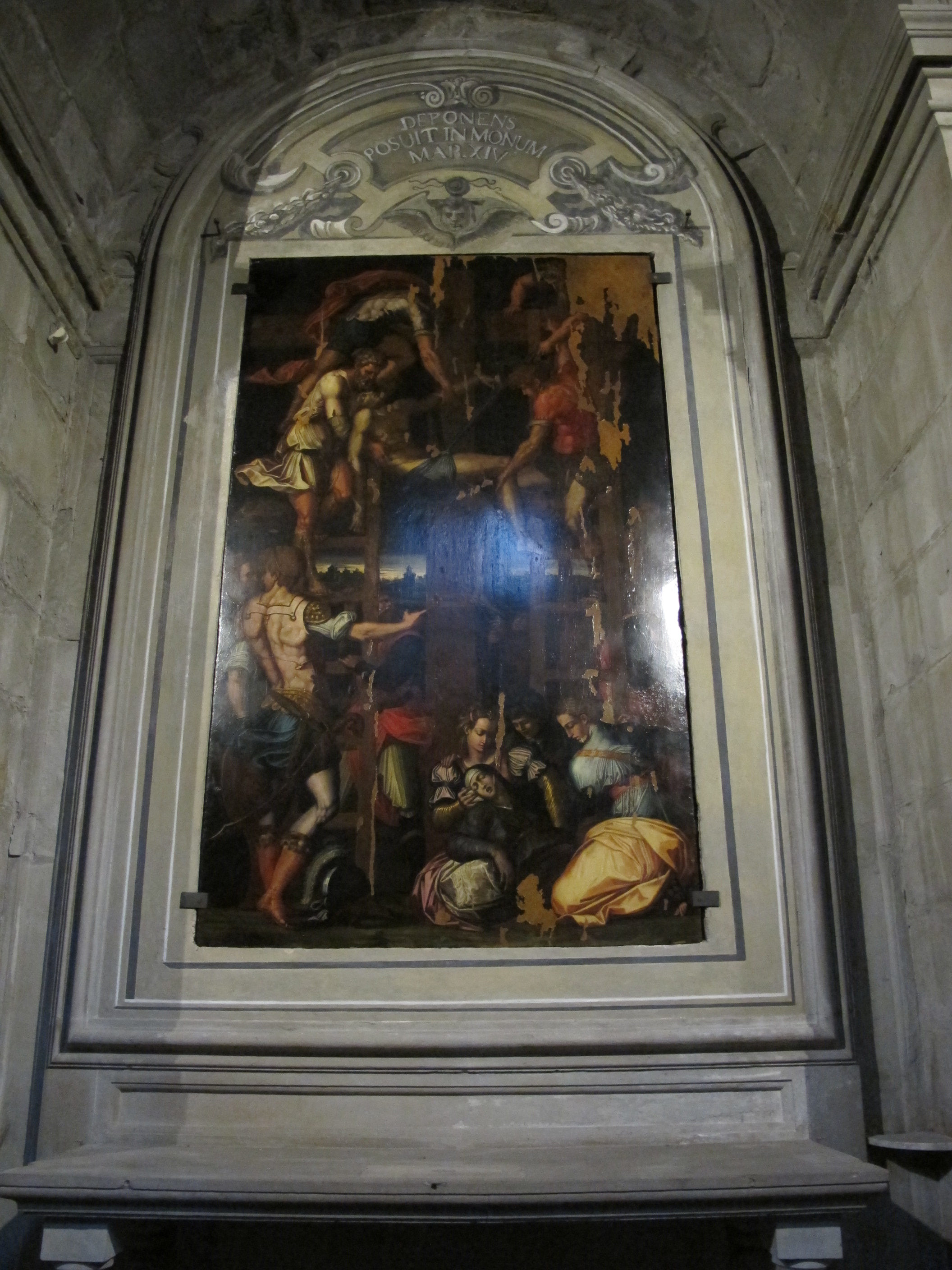
Deposizione di Giorgio Vasari (1529)
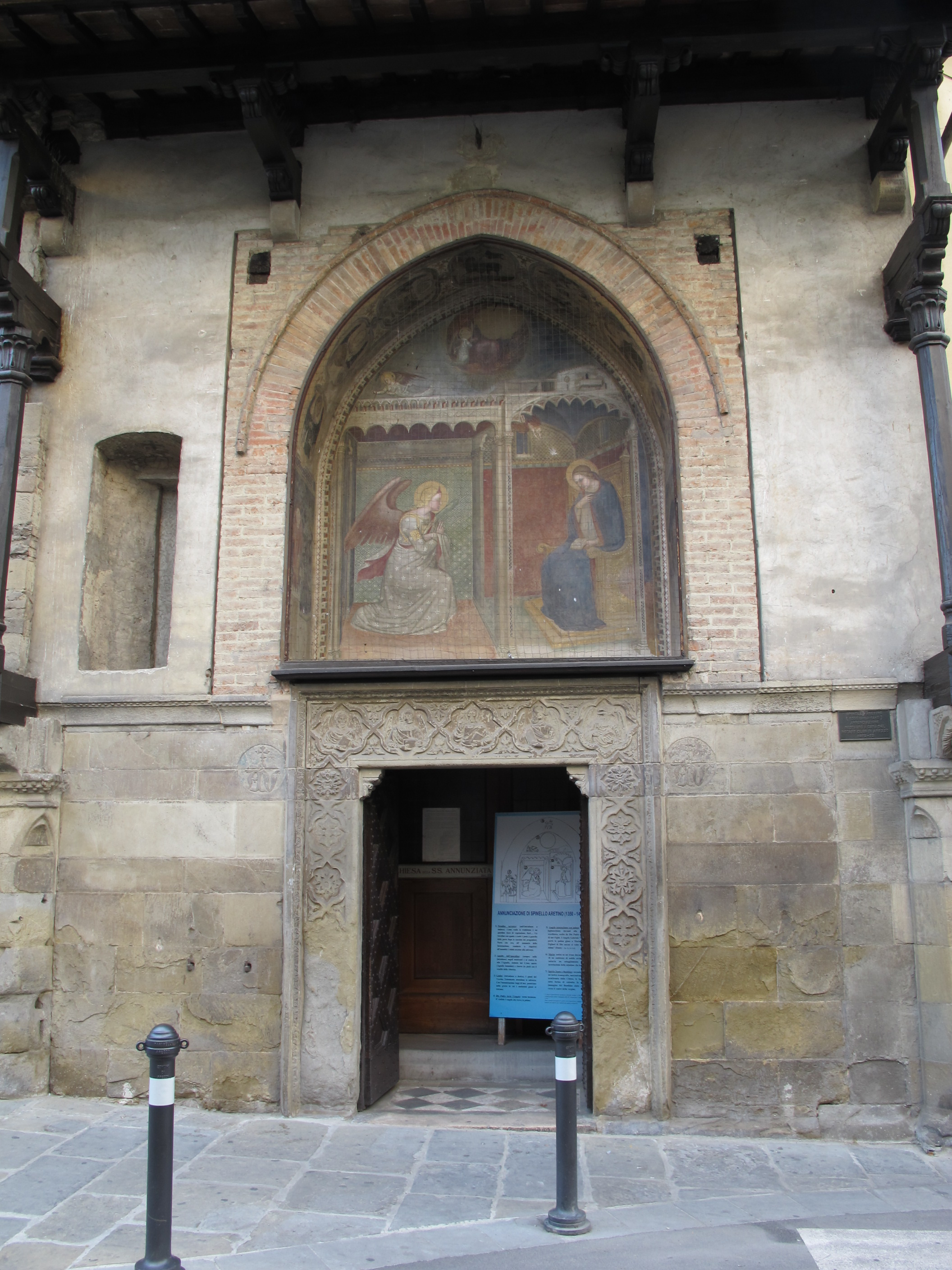
Annunciazione di Spinello Aretino (1370)
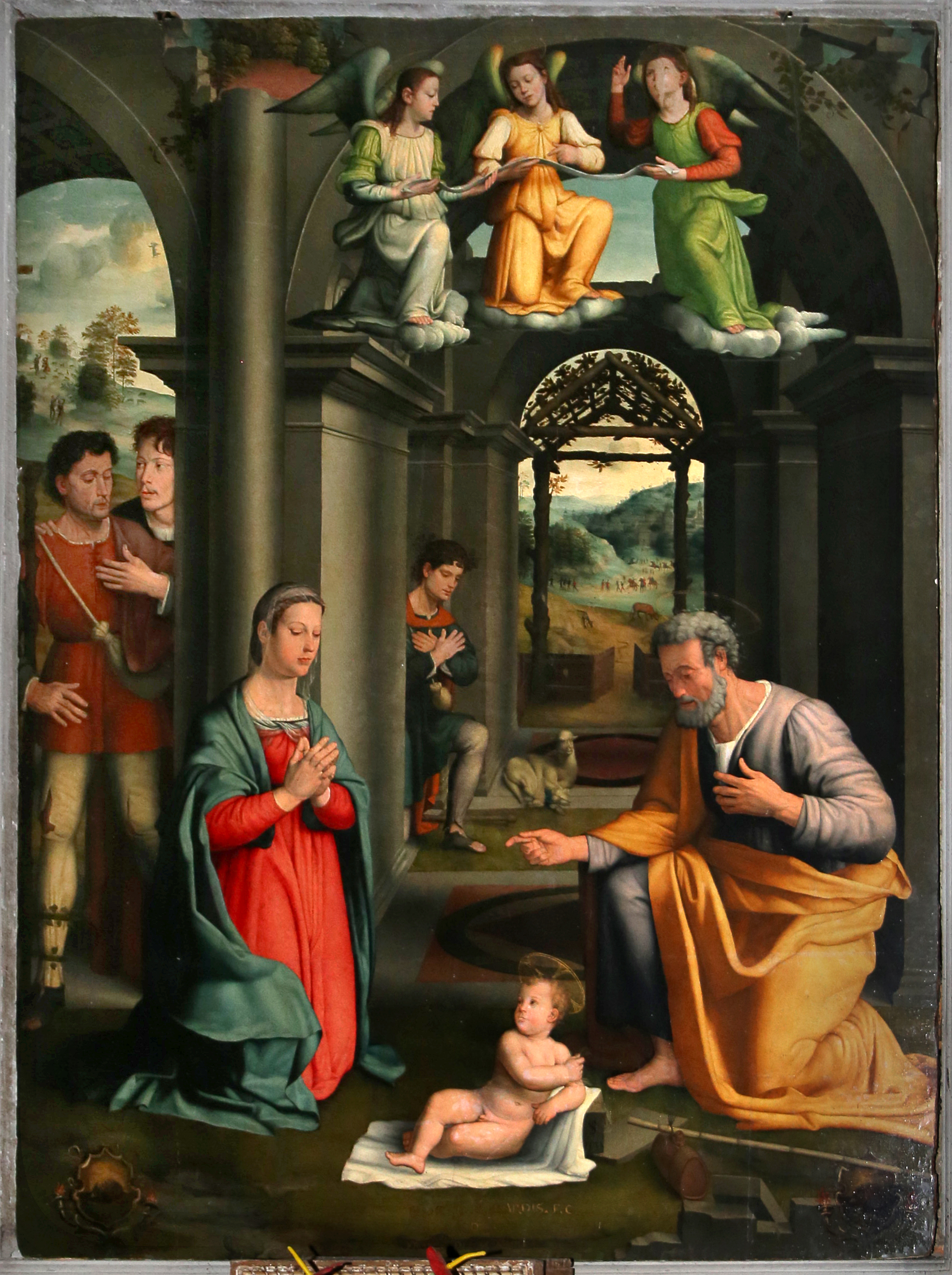
Natività di Niccolò Soggi (1521)